# 近鉄湯の山線
湯の山線（ゆのやません）は、三重県四日市市の近鉄四日市駅から三重県三重郡菰野町の湯の山温泉駅までを結ぶ近畿日本鉄道（近鉄）の鉄道路線。
鈴鹿山脈の麓にある湯の山温泉や御在所山への観光路線であるが、かつての宿場など比較的住宅の密集した地域を結んでおり、また沿線には近鉄グループや三交グループによって開発された大規模団地や県立の高校が集まっているため、地域住民の通勤・通学などの生活路線としての役割も担う。
ローカル線の加算運賃が適用されている。2007年4月1日より各駅に簡易改札機を設置し、PiTaPaおよびICOCAの利用が可能となった（2013年3月23日にはTOICA、manacaなどとの全国相互利用サービスを開始）。2012年11月に中川原駅 - 菰野駅間の各駅に自動改札機が導入され、同時に近鉄四日市駅、桜駅、湯の山温泉駅を除く全ての駅が無人化された。
湯の山線ではワンマン列車であっても、ホーム側のすべてのドアが開く。ただし中菰野駅と大羽根園駅は簡易改札機による対応であるため、乗車券利用の場合は一番前のドアから下車する必要がある。
かつては特急が定期運行されていたため、一部の駅は一線スルーに対応し、高角駅 - 桜駅間では特急の続行運転ができるよう駅間で閉塞区間が分割されている。

## 路線データ
- 路線距離（営業キロ）：15.4 km
- 軌間：1435 mm
- 駅数：10駅（起終点駅含む）
- 複線区間：なし（全線単線）
- 電化区間：全線電化（直流1500 V）
- 閉塞方式：自動閉塞式
- 最高速度：80 km/h[1]

全線、名古屋統括部（旧名古屋営業局）の管轄である。

## 運行形態
現在は線内折り返しでワンマン運転の普通列車が主に朝夕15 - 20分、昼間約30分に1本の間隔で運行されているのみで、定期列車としては特急などの通過駅を伴う列車は運転されていない。
1990年代後半までは近鉄名古屋駅発着の臨時急行列車の直通運転もあった。また1970年代初めまでは近鉄名古屋駅発着の直通準急も定期列車で設定されていた。直通運転開始時の1964年時点では湯の山線内も準急が設定され、伊勢松本駅・桜駅・菰野駅に停車していた。
かつては湯の山特急が近鉄難波駅（現在の大阪難波駅）・近鉄名古屋駅 - 湯の山温泉駅間で直通運転されていたが、後に近鉄四日市駅 - 湯の山温泉駅間だけの運転（近鉄四日市駅で大阪・名古屋方面からの特急に接続）となり、さらに土休日のみの運転に縮小され、2004年3月のダイヤ変更で全廃された。しかし現在でも、特急車両の方向幕には「湯の山温泉」あるいは「名古屋 湯の山温泉」の表示が残っており、前者は後述する臨時の復活運転時に使われている。この名残から、湯の山温泉駅では特急券の発行設備が2018年3月17日現在でも残されている。
2008年以降、毎年夏（7月下旬 - 8月上旬の土曜・休日、2012年は7月14日 - 8月25日の土曜、2013年は7月20日 - 8月24日の土曜、2014年は7月19日 - 8月23日の土曜と8月17日、2015年は7月18日 - 8月22日の土曜と8月16日）に近鉄名古屋駅 - 湯の山温泉駅間の特急が1往復臨時運行されている。2008年は御在所ロープウェイ開通50年および鈴鹿国定公園指定40周年を記念し、初めて臨時運行された。2009年以降は「湯の山温泉サマーライナー」の愛称が付けられ2017年夏期まで運行された。地元提供の特製ヘッドマークが掲出されていたほか、近鉄名古屋駅での出発式や、湯の山温泉における指定施設での特典が受けられる乗車記念証の配布などのイベントも行われた。
なお、大晦日から元日にかけての終夜運転は、湯の山線では現在は実施されていないが、2019年と2020年の元日4時台に普通列車を1本増発して「初日の出号」として御在所岳へのアクセスを図った。

## 使用車両

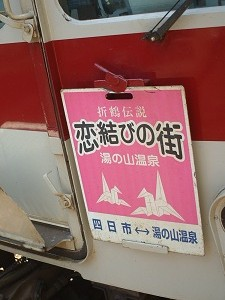
湯の山線の運用車両に取り付けられている看板。このデザインの物は2015年6月まで使われていた。

### 現用車両
一般車両
一般車両については、同じ三重県内のワンマン路線である鈴鹿線と共通で運用されている。途中の駅は3両編成まで対応のため、以下の車両が使われる。
- 1010系 - ワンマン改造車のみ。
- 2000系 - ワンマン改造車のみ。
- 2444系 - 2430系のワンマン改造車

ただし、ダイヤ混乱時など車両のやりくりが出来ない時はワンマン非対応の車両が使用され車掌が乗務する。
特急車両
特急車両については、夏季の臨時特急列車として入線することがあり、それ以外の時期においても貸切列車として入線する場合がある。湯の山温泉駅のホーム有効長が3両のため、4両編成以上は入線できない。
- 12200系 - 2008年と2009年の臨時列車で2両編成車が入線。定期運転廃止以前の湯の山特急でも運用
- 22000系 - 2010年の臨時列車で2両編成車が入線。定期運転廃止以前の湯の山特急でも運用
- 22600系 - 2011年以降の臨時列車で2両編成車が入線

### 過去の車両
一般車両
- 1000系 - ワンマン運転開始前まで運用
- 1480系 - 同上
- 2050系 - 同上
- 2470系 - 同上
- 2680系 - 同上
- 2800系 - 同上

特急車両
これらは線内運転と近鉄名古屋直通および名阪乙特急併結の湯の山特急において運用されていた。
- 10100系
- 11400系
- 12000系
- 12400系 - お召し列車でも入線
- 12410系
- 12600系
- 30000系 - 原型車のさよなら運転時にも入線

## 歴史
四日市鉄道が1913年に軌間762mm（ナローゲージ）の軽便鉄道として開業させた。後に国鉄の四日市駅まで延伸されるが、現在の近鉄名古屋線の前身である伊勢電気鉄道の桑名延伸に伴い、四日市駅 - 諏訪駅（現在の近鉄四日市駅）間を1927年度に廃止した。
以後、三重鉄道への合併を経て、さらに三重県下の交通事業者統合で三重交通になり、内部線・八王子線とあわせて三重線と称し、湯の山 - 四日市 - 内部間で直通運転していた。1964年に三重電気鉄道へと分社、標準軌に改軌、架線電圧を直流750Vから直流1,500Vに昇圧し、内部線・八王子線との直通運転をやめて近鉄名古屋線と直通運転を開始。1965年に近畿日本鉄道の路線となった。
- 1910年（明治43年）11月17日：四日市鉄道に対し鉄道免許状下付（四日市-菰野間）[14]
- 1913年（大正2年）
  - 6月1日：四日市鉄道が川島村駅（現在の伊勢川島駅） - 湯ノ山駅（現在の湯の山温泉駅）間（川島村-高角-桜村-神森-菰野-中菰野-湯ノ山）を開業[15]。
  - 9月24日：諏訪駅 - 川島村駅間（諏訪-堀木-芝田村-中川原-松本村-川島村）が開業[16]。
- 1916年（大正5年）3月5日：四日市駅 - 諏訪駅間が開業[17]。
- 1918年（大正7年）2月20日：芝田村及び中菰野駅廃止[18]。
- 1919年（大正8年）：この年までに四日市駅を四日市市駅に改称。
- 1921年（大正10年）11月1日：四日市市駅 - 湯ノ山駅間が電化[19]。
- 1926年（大正15年）1月1日：松本村駅を伊勢松本駅に改称[20]。
- 1927年（昭和2年）
  - 4月1日：中菰野駅再開業。
  - 11月29日：四日市市駅 - 諏訪駅間が廃止、伊勢電気鉄道へ跡地譲渡。
- 1928年（昭和3年）：ガソリン動車のジ41形（日本車輌製造製）使用開始。
- 1931年（昭和6年）3月18日：四日市鉄道が三重鉄道に吸収合併され、三重鉄道となる[21]。
- 1936年（昭和11年）12月26日：中川原駅 - 伊勢松本駅間に製絨所前駅開業。
- 1943年（昭和18年）：諏訪駅が移転、0.1km短縮。
- 1944年（昭和19年）2月11日：三重鉄道ほか6社が合併し、三重交通が発足。内部・八王子線と合わせて三重線となる。
- 1952年（昭和27年）：この年までに諏訪駅 - 中川原駅間の堀木駅、中川原駅 - 伊勢松本駅間の製絨所前駅、松本村駅 - 川島村駅間の小生駅、桜村駅 - 菰野駅間の神森駅・宿野駅休止。
- 1954年（昭和29年）7月：川島村駅を伊勢川島駅、桜村駅を桜駅に改称。
- 1956年（昭和31年）9月23日：名古屋線四日市付近経路変更に伴い、諏訪駅 - 中川原駅間が廃止、近畿日本四日市駅（現在の近鉄四日市駅） - 中川原間の新線が開業。
- 1959年（昭和34年）：架線電圧を直流600Vから直流750Vに昇圧。
- 1964年（昭和39年）
  - 2月1日：三重交通が鉄道事業を三重電気鉄道に分離譲渡。
  - 3月1日：軌間を762mmから1,435mmに改軌。架線電圧を直流1,500Vに昇圧。内部・八王子線との直通運転を廃止。桜駅を移転するとともにその近辺は大幅に経路変更[22]。
  - 3月23日：近鉄名古屋線と準急列車の直通運転開始[23]。大羽根園駅開業。
- 1965年（昭和40年）
  - 4月1日：近畿日本鉄道が三重電気鉄道を合併。
  - 7月15日：近畿日本名古屋駅（現・近鉄名古屋駅）発着の名古屋線・上本町駅（現・大阪上本町駅）発着の大阪線直通の特急運転開始。
- 1968年（昭和43年）10月17日：ATS使用開始。
- 1969年（昭和44年）5月15日：休止中の堀木駅・製絨所前駅・小生駅・神森駅・宿野駅廃止。
- 1970年（昭和45年）8月1日：湯の山駅を湯の山温泉駅に改称。
- 1980年（昭和55年）
  - 5月24日：榊原温泉口駅発、湯の山温泉駅着のお召し列車が運行（昭和天皇が全国植樹祭に行幸）[24]。
  - 5月25日：湯の山温泉駅発近鉄名古屋行き駅のお召し列車が運行。
- 1983年（昭和58年）3月：大阪線直通特急を難波駅（現・大阪難波駅）発着として、名阪乙特急との併結運転（白子駅で増解結）を開始。
- 1997年（平成9年）3月18日：名古屋線直通の特急列車廃止。
- 1998年（平成10年）3月17日：大阪線直通の特急列車廃止。特急の運転区間が線内のみとなる。
- 1999年（平成11年）3月16日：普通列車のワンマン運転開始。
- 2002年（平成14年）3月20日：線内で運転されている特急を土曜・休日のみの運行に変更[25]。
- 2004年（平成16年）3月18日：線内で運転されていた特急を廃止。
- 2007年（平成19年）4月1日：各駅でPiTaPa・ICOCAの取り扱い開始。
- 2008年（平成20年）7月19日 - 8月10日：御在所ロープウェイ開通50年および鈴鹿国定公園指定40周年を記念して、期間中の土曜・休日に特急の復活運転を実施。
- 2009年（平成21年）7月18日 - 8月10日：土・休日のみの期間限定で、臨時納涼特急「湯の山温泉サマーライナー」の運転を実施。以後2017年まで毎年夏に運転。
- 2010年（平成22年）4月1日：近鉄四日市駅 - 湯の山温泉間の全線で名古屋列車運行管理システム「KRONOS」（クロノス）の運用開始[26]。
- 2012年（平成24年）3月20日：昼間時毎時3本から2本に減便。

## 駅一覧

### 営業中の区間
- 全駅三重県内に所在。
- 普通列車のみ運転、全列車が各駅に停車。
- 大羽根園駅を除き列車交換可能。

| 駅番号 | 駅名         | 駅間キロ | 営業キロ | 接続路線                                                                           | 所在地        |
| ------ | ------------ | -------- | -------- | ---------------------------------------------------------------------------------- | ------------- |
| K21    | 近鉄四日市駅 | -        | 0.0      | 近畿日本鉄道：E 名古屋線 (E21) 四日市あすなろう鉄道：■内部線（あすなろう四日市駅） | 四日市市      |
| K22    | 中川原駅     | 1.7      | 1.7      |                                                                                    | 四日市市      |
| K23    | 伊勢松本駅   | 1.1      | 2.8      |                                                                                    | 四日市市      |
| K24    | 伊勢川島駅   | 2.5      | 5.3      |                                                                                    | 四日市市      |
| K25    | 高角駅       | 1.4      | 6.7      |                                                                                    | 四日市市      |
| K26    | 桜駅         | 2.0      | 8.7      |                                                                                    | 四日市市      |
| K27    | 菰野駅       | 2.6      | 11.3     |                                                                                    | 三重郡 菰野町 |
| K28    | 中菰野駅     | 1.3      | 12.6     |                                                                                    | 三重郡 菰野町 |
| K29    | 大羽根園駅   | 0.9      | 13.5     |                                                                                    | 三重郡 菰野町 |
| K30    | 湯の山温泉駅 | 1.9      | 15.4     |                                                                                    | 三重郡 菰野町 |

- 近鉄四日市駅、桜駅、湯の山温泉駅以外は無人駅。

### 廃駅
廃止区間の駅は次節を参照。
- 堀木駅（近鉄四日市駅 - 中川原駅間） - 1952年以前休止、1969年廃止。
- 製絨所前駅（中川原駅 - 伊勢松本駅間） - 1952年以前休止、1969年廃止。
- 小生駅（伊勢松本駅 - 伊勢川島駅間） -　1952年以前休止、1969年廃止。
- 神森駅（桜駅 - 菰野駅間） - 1952年以前休止、1969年廃止。
- 宿野駅（桜駅 - 菰野駅間） - 1952年以前休止、1969年廃止。

### 廃止区間
四日市市駅 - 諏訪駅 - 堀木駅